# Rugby Europe Championship 2022
Rugby Europe Championship 2022 – najwyższy poziom rozgrywek w ramach sezonu 2021/2022 Rugby Europe International Championships.
Jako obrońca tytułu do rozgrywek przystępowała reprezentacja Gruzji. Oprócz niej w zawodach miało uczestniczyć pięć drużyn, których lista nie uległa zmianie w porównaniu do poprzednich rozgrywek. Spowodowane było to pandemię COVID-19 i wynikłą z tej przyczyny przerwą w rozgrywaniu drugiego poziomu zawodów w sezonie 2020/2021. W konsekwencji w grupie mistrzowskiej nie przewidziano awansów i spadków po zakończeniu edycji 2021. Kalendarz nowych rozgrywek ogłoszono 15 grudnia 2021 r.
Wedle informacji przekazanych przez Polski Związek Rugby miała być to ostatnia odsłona zmagań w dotychczasowej formule przed powiększeniem składu poziomu Championship do ośmiu drużyn, począwszy od edycji 2023. Wiadomości te Rugby Europe potwierdziło w marcu 2022 roku.
Rozgrywki przewidziano także jako jeden z etapów kwalifikacji europejskich do Pucharu Świata w Rugby 2023 (decydować miało miejsce w łącznej tabeli utworzonej po sezonach 2021 i 2022).
Ze względu na wybuch wojny rosyjsko-ukraińskiej, do czego doszło 24 lutego 2022 r. początkowo jedno ze spotkań zostało „przełożone” na nieustalony termin, a kilka dni później – wykonując decyzje World Rugby – federacje rosyjską i białoruską zawieszono w prawach członka organizacji, jak również zawieszono możliwość rozgrywania jakichkolwiek spotkań przez drużyny narodowe tych krajów. Ostatecznie 10 marca 2022 r. zdecydowano, że w zaistniałej sytuacji zastosowanie będą miały zasady ustalone przez światową federację w odniesieniu do systemu kwalifikacji do Pucharu Świata – dotychczasowe wyniki reprezentacji Rosji zostały utrzymane (porażki z Rumunią i Hiszpanią), zaś w pozostałych trzech spotkaniach jej rywale otrzymali po cztery punkty meczowe – bez orzekania o „małych punktach” i przyłożeniach.

## Tabela
|   | Drużyna    | Mecze | Wygrane | Remisy | Przegrane | Bilans punktów | Różnica | Punkty dodatkowe | Punkty |
| - | ---------- | ----- | ------- | ------ | --------- | -------------- | ------- | ---------------- | ------ |
| 1 | Gruzja     | 5     | 4       | 1      | 0         | 172:73         | +99     | 2                | 20     |
| 2 | Hiszpania  | 5     | 4       | 0      | 1         | 170:135        | +35     | 1                | 17     |
| 3 | Rumunia    | 5     | 3       | 0      | 2         | 153:128        | +25     | 2                | 14     |
| 4 | Portugalia | 5     | 2       | 0      | 3         | 139:98         | +41     | 2                | 12     |
| 5 | Holandia   | 5     | 1       | 0      | 4         | 25:212         | −187    | 0                | 4      |
| 6 | Rosja      | 5     | 0       | 0      | 5         | 62:75          | −13     | 1                | 1      |

## Spotkania
| 5 lutego 2022 14.30 EET (UTC+2) | Rumunia                                                                                                 | 34:25          | Rosja                                                                                                  | Stadionul Arcul de Triumf, Bukareszt Sędzia: Adam Leal |
| 5 lutego 2022 14.30 EET (UTC+2) | Punkty: Cojocaru 10 (2P), Boldor 9 (3pd K), Macovei 5 (P), Plai 5 (pd K), Surugiu 5 (P) Simionescu, Ser | (24:7) Relacja | Punkty: Gajsin 8 (pd 2K), Magomiedow 5 (P), Parchomienko 5 (P), karne przyłożenie – 7 Arhip, Podriezow | Stadionul Arcul de Triumf, Bukareszt Sędzia: Adam Leal |

| 5 lutego 2022 16.00 CET (UTC+1) | Hiszpania | 43:0           | Holandia       | Estadio Nacional Complutense, Madryt Widzów: 2000 Sędzia: Gianluca Gnecchi |
| 5 lutego 2022 16.00 CET (UTC+1) | Punkty: Ordas 11 (P 3pd), Gimeno 5 (P), Jorba 5 (P), López 5 (P), Ovejero 5 (P), Minguillon 5 (P), Usarraga 5 (P), Belie 2 (pd) | (19:0) Relacja | Bennie-Coulson | Estadio Nacional Complutense, Madryt Widzów: 2000 Sędzia: Gianluca Gnecchi |

| 6 lutego 2022 15.00 GET (UTC+4) | Gruzja                                                                                           | 25:25           | Portugalia                                                           | Stadion Awczala, Tbilisi Widzów: 7000 Sędzia: Romain Poite |
| 6 lutego 2022 15.00 GET (UTC+4) | Punkty: Abżandadze 10 (2pd 2K), Dżalagonia 5 (P), Kerdikoszwili 5 (P), Tabucadze 5 (P) Modebadze | (15:11) Relacja | Punkty: Marques 10 (2pd 2K), Lima 5 (P), Marta 5 (P), M. Pinto 5 (P) | Stadion Awczala, Tbilisi Widzów: 7000 Sędzia: Romain Poite |

| 12 lutego 2022 13.00 MSK (UTC+3) | Rosja | 37:41           | Hiszpania                                                                                              | Stadion Jug, Soczi Sędzia: Andrea Piardi |
| 12 lutego 2022 13.00 MSK (UTC+3) | Punkty: Gajsin 17 (4pd 3K), Dawydow 5 (P), Griesiew 5 (P), Riabiszczuk 5 (P), Żywatow 5 (P) Makarenko, Magomiedow | (17:25) Relacja | Punkty: Ordas 16 (2pd 4K), Minguillon 10 (2P), Gimeno 5 (P), Ovejero 5 (P), Pinto 5 (P) Malié, Merkler | Stadion Jug, Soczi Sędzia: Andrea Piardi |

| 12 lutego 2022 13.15 CET (UTC+1) | Holandia                              | 10:72          | Gruzja | Nationaal Rugby Centrum, Amsterdam Widzów: 900 Sędzia: Ludovic Cayre |
| 12 lutego 2022 13.15 CET (UTC+1) | Punkty: Danen 5 (P), Weersma 5 (pd K) | (3:29) Relacja | Punkty: Giorgadze 15 (3P), Abżandadze 12 (6pd), Czkoidze 10 (2P), Lobżanidze 10 (2P), Tabucadze 10 (2P), Dżalagonia 5 (P), Dżaparidze 5 (P), Modebadze 5 (P) | Nationaal Rugby Centrum, Amsterdam Widzów: 900 Sędzia: Ludovic Cayre |

| 12 lutego 2022 17.30 EET (UTC+2) | Rumunia                                                                                       | 37:27           | Portugalia                                                                   | Stadionul Arcul de Triumf, Bukareszt Widzów: 2700 Sędzia: Frank Murphy |
| 12 lutego 2022 17.30 EET (UTC+2) | Punkty: Melinte 15 (3pd 3K), Ser 5 (P), Cojocaru 5 (P), Savin 5 (P), Gorin 5 (P), Plai 2 (pd) | (13:22) Relacja | Punkty: V. Pinto 10 (2P), Marques 7 (2pd K), Lima 5 (P), Marta 5 (P) Marques | Stadionul Arcul de Triumf, Bukareszt Widzów: 2700 Sędzia: Frank Murphy |

| 26 lutego 2022 15.00 WET (UTC±0) | Portugalia | 59:3           | Holandia                       | CAR Jamor, Oeiras Widzów: 2500 Sędzia: Federico Vedovelli |
| 26 lutego 2022 15.00 WET (UTC±0) | Punkty: Antunes 19 (P 7pd), Bettencourt 10 (2P), Simões 10 (2P), Belo 5 (P), Diniz 5 (P), Marta 5 (P), Storti 5 (P) | (26:3) Relacja | Punkty: Campbell 3 (K) Koelman | CAR Jamor, Oeiras Widzów: 2500 Sędzia: Federico Vedovelli |

| 27 lutego 2022 18.00 GET (UTC+4) | Gruzja | — | Rosja | Stadion im. Borisa Paiczadze, Tbilisi Sędzia: Tual Trainini |
| 27 lutego 2022 18.00 GET (UTC+4) | (wo.)  |   |       | Stadion im. Borisa Paiczadze, Tbilisi Sędzia: Tual Trainini |

| 27 lutego 2022 12.45 CET (UTC+1) | Hiszpania                                                                                     | 38:21          | Rumunia                                                    | Estadio Nacional Complutense, Madryt Widzów: 5000 Sędzia: Sam Grove-White |
| 27 lutego 2022 12.45 CET (UTC+1) | Punkty: Ordas 13 (5pd K), Quercy 10 (2P), Foulds 5 (P), Gimeno 5 (P), Pinto 5 (P) Mora, Tauli | (28:7) Relacja | Punkty: Vaovasa 10 (2P), Melinte 6 (3pd), Simionescu 5 (P) | Estadio Nacional Complutense, Madryt Widzów: 5000 Sędzia: Sam Grove-White |

| 12 marca 2022 15.00 MSK (UTC+3) | Rosja | — | Holandia | Mordowija Ariena, Sarańsk |
| 12 marca 2022 15.00 MSK (UTC+3) | (wo.) |   |          | Mordowija Ariena, Sarańsk |

| 12 marca 2022 17.30 EET (UTC+2) | Rumunia                                                    | 23:26           | Gruzja | Stadionul Arcul de Triumf, Bukareszt Widzów: 6000 Sędzia: Ben Breakspear |
| 12 marca 2022 17.30 EET (UTC+2) | Punkty: Melinte 13 (2pd 3K), Cojocaru 5 (P), Bărdașu 5 (P) | (13:21) Relacja | Punkty: Abżandadze 6 (3pd), Lobżanidze 5 (P), Szarikadze 5 (P), Tabucadze 5 (P), Todua 5 (P) Tabucadze, Tapladze | Stadionul Arcul de Triumf, Bukareszt Widzów: 6000 Sędzia: Ben Breakspear |

| 13 marca 2022 12.45 CET (UTC+1) | Hiszpania                                                                  | 33:28           | Portugalia                                                                 | Estadio Nacional Complutense, Madryt Widzów: 6000 Sędzia: Tual Trainini |
| 13 marca 2022 12.45 CET (UTC+1) | Punkty: Ordas 13 (2pd 3K), Quercy 10 (2P), Pinto 5 (P), Zabala 5 (P) Malié | (24:17) Relacja | Punkty: Marques 13 (2pd 3K), Bento 5 (P), Bettencourt 5 (P), Madeira 5 (P) | Estadio Nacional Complutense, Madryt Widzów: 6000 Sędzia: Tual Trainini |

| 19 marca 2022 13.15 CET (UTC+1) | Holandia                                            | 12:38           | Rumunia | Nationaal Rugby Centrum, Amsterdam Widzów: 1200 Sędzia: Ben Blain |
| 19 marca 2022 13.15 CET (UTC+1) | Punkty: Raymond 5 (P), Salman 5 (P), Weersma 2 (pd) | (12:26) Relacja | Punkty: Melinte 8 (4pd), Rupanu 5 (P), Vaovasa 5 (P), Dumitru 5 (P), Cojocaru 5 (P), Bucur 5 (P), Macovei 5 (P) | Nationaal Rugby Centrum, Amsterdam Widzów: 1200 Sędzia: Ben Blain |

| 19 marca 2022 15.00 WET (UTC±0) | Portugalia | — | Rosja | CAR Jamor, Oeiras |
| 19 marca 2022 15.00 WET (UTC±0) | (wo.)      |   |       | CAR Jamor, Oeiras |

| 20 marca 2022 15.00 GET (UTC+4) | Gruzja | 49:15          | Hiszpania                                                 | Stadion Awczala, Tbilisi Widzów: 11 000 Sędzia: Craig Evans |
| 20 marca 2022 15.00 GET (UTC+4) | Punkty: Abżandadze 16 (5pd 2K), Giordadze 10 (2P), Tabucadze 10 (2P), Czkoidze 5 (P), Szarikadze 5 (P), Lobżanidze 3 (dg) | (18:8) Relacja | Punkty: Ordas 5 (pd K), Jorba 5 (P), Ovejero 5 (P) Foulds | Stadion Awczala, Tbilisi Widzów: 11 000 Sędzia: Craig Evans |